# NetLogo

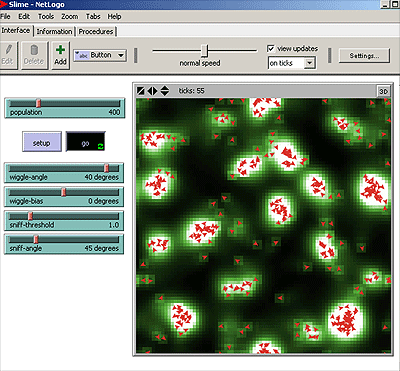
Симуляция в NetLogo

NetLogo — агентно-ориентированный язык программирования и интегрированная среда разработки.

## Пример кода
Определение нового типа агентов (люди) и присвоение переменной направление каждому из агентов:
```
breed
 
[
people
 
person
]

people
-
own
 
[
smer
]

```

Случайное размещение агентов люди в некоторой области:
```
ask
 
people
 
[
setxy
 
random
-
pxcor
 
random
-
pycor
]

```

Все агенты люди на красных ячейках будут уничтожены:
```
 
ask
 
people
 
[

    
ask
 
patch
-
here
 
[

      
if
 
pcolor
 
=
 
red
 
[

        
ask
 
myself
 
[

          
die

        
]

      
]

    
]

  
]

```